# Paul Stewart (Fußballspieler)
Paul Andrew Stewart (* 7. Oktober 1964 in Manchester) ist ein ehemaliger englischer Fußballspieler. Bekannt war er als Spieler, der gleichsam im Angriff und Mittelfeld eingesetzt werden konnte und mit dem FC Blackpool und Tottenham Hotspur seine beste Zeit hatte. Größter Erfolg war für den dreifachen A-Nationalspieler der Gewinn des FA Cups 1991 mit den „Spurs“.

## Sportlicher Werdegang
Nach der fußballerischen Ausbildung in der Jugendabteilung des FC Blackpool debütierte er im Februar 1982 unter Trainer Allan Brown in einem Viertligaduell mit dem AFC Rochdale (1:1) per Einwechslung für Dave Bamber. Seine Position wechselte häufig zwischen Angriff und Mittelfeld und erst unter Browns Nachfolger Sam Ellis eroberte er sich im Verlauf der Saison 1982/83 den Stammplatz als Mittelstürmer. Dabei war seine Trefferquote nicht unbedingt hoch und ein Schwerpunkt lag darin, dass er Mitspielern wie John Deary oder Eamonn O’Keefe Tore auflegte. Dabei gelang 1985 der Aufstieg in die dritte Liga und in seiner letzten Saison 1986/87 schoss er 21 Tore (sein Sturmpartner Mark Taylor traf weitere vierzehn Mal). Noch vor Ablauf der Spielzeit wechselte er im März 1987 in die höchste englische Spielklasse zu Manchester City – ein Transfer in Höhe von 250.000 Pfund, den das finanzschwache Blackpool zur Sanierung dringend benötigte.
Bei den „Citizens“ sollte er in den verbleibenden Saisonpartien mit Toren zum Klassenerhalt beitragen. Letztlich scheiterte dieses Vorhaben jedoch und der Klub rangierte nur als Tabellenvorletzter. Im Jahr darauf gelangen Stewart 24 Ligatore in 40 Partien und da mit Manchester die Rückkehr in die Erstklassigkeit verwehrt blieb, nahm er Mitte 1988 die Gelegenheit wahr, wieder in der Eliteklasse zu agieren, als ihn Tottenham Hotspur für eine Ablösesumme von 1,7 Millionen Pfund verpflichtete (ein nicht unbeträchtlicher Teil davon soll an Blackpool geflossen sein).
Verletzungsbedingt musste er bis zum 1. Oktober 1988 auf seinen Einstand bei den „Spurs“ warten, als er im Heimspiel gegen Manchester United eingewechselt wurde und beim Stand von 2:2 einen späten Elfmeter verschoss. Im Verlauf des Jahres schoss er noch zwölf Meisterschaftstreffer und nach einer weiteren Spielzeit 1989/90, in der er gemeinsam mit Paul Walsh auf Torejagd ging, zog ihn Trainer Terry Venables dauerhaft ins Mittelfeld zurück. Ziel war dabei, dass seine Stärken, die neben seiner Zweikampf- und Kopfballstärke darin lagen, dass er bevorzugt „aus der Tiefe“ zu Offensivaktionen anzusetzen pflegte, besser zum Tragen kamen. Diese Maßnahme zahlte sich aus und in dieser Rolle gewann er 1991 den englischen Pokal, wobei er beim 2:1-Finalsieg gegen Nottingham Forest den Ausgleich besorgte. Dazu bestritt er im Anschluss zwischen September 1991 und Mai 1992 drei A-Länderspiele.
Mit großen Erwartungen heuerte Stewart dann für 2,3 Millionen Pfund vor der Saison 1992/93 beim FC Liverpool an. Als 27-Jähriger befand er sich scheinbar in seinem sportlichen Zenit, aber das vierjährige Engagement gestaltete sich enttäuschend. Seine Spielweise wirkte nicht selten lethargisch und der Liverpooler Anhang reagierte zunehmend frustriert. Gelegentlich wurde er als Stürmer eingesetzt, aber auch dort wusste er nur selten zu gefallen. In den letzten beiden seiner vier Jahre absolvierte er für Liverpool kein einziges Spiel mehr und verbrachte stattdessen seine Zeit, in denen auch mit Blessuren zu kämpfen hatte, bei den Leihklubs Crystal Palace, Wolverhampton Wanderers, FC Burnley und AFC Sunderland. Zum zuletzt genannten Klub wechselte er im März 1996 schließlich ablösefrei und als Zweitligameister gelang der Aufstieg in die Premier League.
In der höchsten Spielklasse tat sich Sunderland schwer im Kampf um den Klassenerhalt und besonders die Trefferausbeute war gering. Mit gerade einmal vier Toren war Stewart bester Torschütze des Klubs (neben drei weiteren Mannschaftskameraden). Gelegentlich agierte er als einzige Sturmspitze und wirkte dort ein wenig „verloren“. Am Ende stand der Abstieg aus der Premier League zu Buche und Stewart verließ Sunderland in Richtung Lancashire aus primär familiären Gründen wieder. In seiner letzten Profisaison 1997/98 war Stewart für den Zweitligisten Stoke City aktiv. Dabei gelangen ihm als Sturmpartner von Peter Thorne noch einmal drei Tore (darunter beim 1:0 gegen seinen Ex-Klub Manchester City), aber obwohl er mit soliden Darbietungen und hoher Einsatzbereitschaft selbst nicht enttäuschte, musste er erneut einen Abstieg hinnehmen. Problematisch waren seine zunehmenden Oberschenkelprobleme und in den folgenden beiden Jahren ließ er beim Amateurklub AFC Workington seine Laufbahn ausklingen.

## Missbrauchsvorwurf gegen Jugendtrainer
Im November 2016 gehörte Stewart gemeinsam mit seinem früheren Klubkollegen David White zu einer Gruppe von ehemaligen Fußballspielern, die angab, als Jugendliche durch Jugendtrainer missbraucht worden zu sein. Der Klub Manchester City kündigte daraufhin eine Untersuchung der Vorfälle an. In einem Interview mit dem Daily Mirror gab Stewart an, im Alter zwischen 11 und 15 Jahren jeden Tag von einem Trainer missbraucht worden zu sein, was ihn später in Alkohol- und Drogensucht getrieben habe. Der Jugendtrainer starb bereits 2005 im Alter von 69 Jahren an Prostatakrebs und konnte daher nicht mehr angeklagt und verurteilt werden.

## Titel/Auszeichnungen
- Englischer Pokal (1): 1991
- Charity Shield (1): 1991 (geteilt)
- PFA Team of the Year (1): 1987/88 (2. Liga)